# 西米勒
西米勒（英語：Simele，羅馬化：Sêmêl，羅馬化：Sumayl，又译希米勒、西梅勒等）是伊拉克库尔德斯坦杜胡克省的一个城镇。是西米勒县的行政中心。位于伊拉克库尔德斯坦通往土耳其的主要道路之一上，在代胡克以西14公里。2018年7月人口71,557人。主要居民为库尔德人，有数百亚述人（2011年有635名亚述人）和少量亚美尼亚人。

## 词源
地名西米勒的来源有多种说法，一说可能来自库尔德语“sê”（三）和“mil”（丘），另一说可能来自库尔德语的"sê mal"，意为“三家”。阿拉伯语则将该地称为苏迈勒（羅馬化：Sumayl）。

## 历史

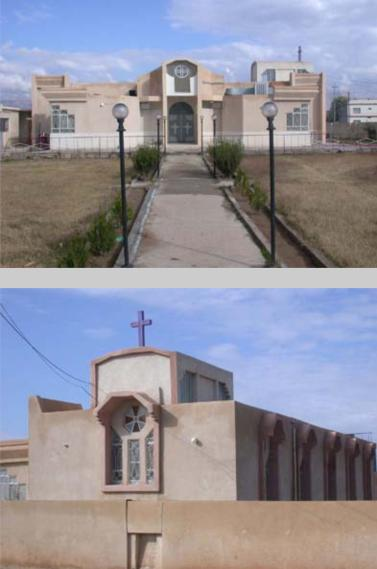
西米勒的两座亚述人教堂之一，殉道者教堂，隶属東方亞述教會

西米勒本是库尔德人居住的小村庄，1910年代中期开始，由于亚美尼亚人大屠杀及亚述人种族大屠杀，有许多亚美尼亚人及亚述人难民逃亡至此。1933年，该地发生了由伊拉克王国政府属下军队发动的西米勒大屠杀，约三千名亚述人死于屠杀。有许多亚述人因此逃亡叙利亚的哈布尔河流域等地。
从第二次海湾战争开始，西米勒便一直属于伊拉克库尔德斯坦自治区。

## 教育
1992年，杜胡克大学在此建立了一个农学院。